# 太古洋行大楼 (上海)
上海太古洋行大楼是位于中華人民共和國上海市黄浦区中山东二路22号的一幢四层历史建筑，曾名丰华大楼。大楼处于新永安路和中山东二路路口的西南角，永安路东，人民路北，属于黄浦区204街坊。

## 历史
今新永安路、中山东二路、人民路、永安路合围的地块，原为上海法租界法兰西外滩南段（12号－25号）的一块荒地，南北向长约535米，建有铁匠铺和仓库等简屋。1877年起，太古洋行在英国筹得资金，陆续将这一地块收购，用以建造码头和仓储设施。此前，太古洋行曾多次向法租界公董局申请收购这一土地。但是当时太古洋行的竞争对手旗昌洋行的董事福士兼任公董局董事，他利用自己在公董局的影响力，使建设方案迟迟不能获得批准。码头建成后，被称为“太古码头”，供旗下的太古轮船公司使用。1906年，公司决定在该地块上兴建办公用房。项目由新瑞和洋行设计，顾兰记营造厂承建。1930年，公司又在大楼西侧加建了两座仓库。
中华人民共和国建国后，整个地块及其上建筑被上海市房地局收归国有。1956年，公私合营的丰华圆珠笔厂和其他单位进驻原太古洋行办公楼。该楼也一度被称为“丰华大楼”。1986年，丰华圆珠笔厂对大楼进行装修和改建。在这次改建中，原太古洋行办公楼和西侧的仓库被连为一体，加建一层，并重新粉刷。此后，大楼的产权曾改变数次。至21世纪初，大楼因年久失修而破败不堪。2009年，经与黄浦区文化局协调，香港圣邦公司租用该大楼15年。随后该公司出资对大楼进行修复。修复工程于2012年底竣工，恢复了大楼的历史风貌。修缮后的大楼成为集零售、餐饮、文化展示等业务为一体的商场“外滩二十二号”。
2004年，该大楼被列为黄浦区登记不可移动文物和第四批上海市优秀历史建筑。

## 建筑
太古洋行大楼占地面积2,830平方米，建筑面积11,700平方米，是一座地上五层（原为四层），地下一层的钢筋混凝土结构建筑。建筑采用层层收缩的方形钢筋混凝土柱作为结构支撑，楼面采用现浇钢筋混凝土楼板。其建筑风格为折衷主义风格，主立面朝东，材质为清水红砖，结构对称，呈现“纵四段”划分。太古洋行大楼是一幢“外廊式”建筑，各个立面上均设有宽敞的内廊。建筑采用不同形态的窗户，设置了山墙和方形壁柱，以丰富立面造型。